# Obwód ROAK „Rybitwa”
Obwód ROAK „Rybitwa” – jeden z ośrodków Ruchu Oporu Armii Krajowej, istniejący na terenie zachodniej części dawnego województwa warszawskiego i północnej części województwa łódzkiego w latach 1945–1947.

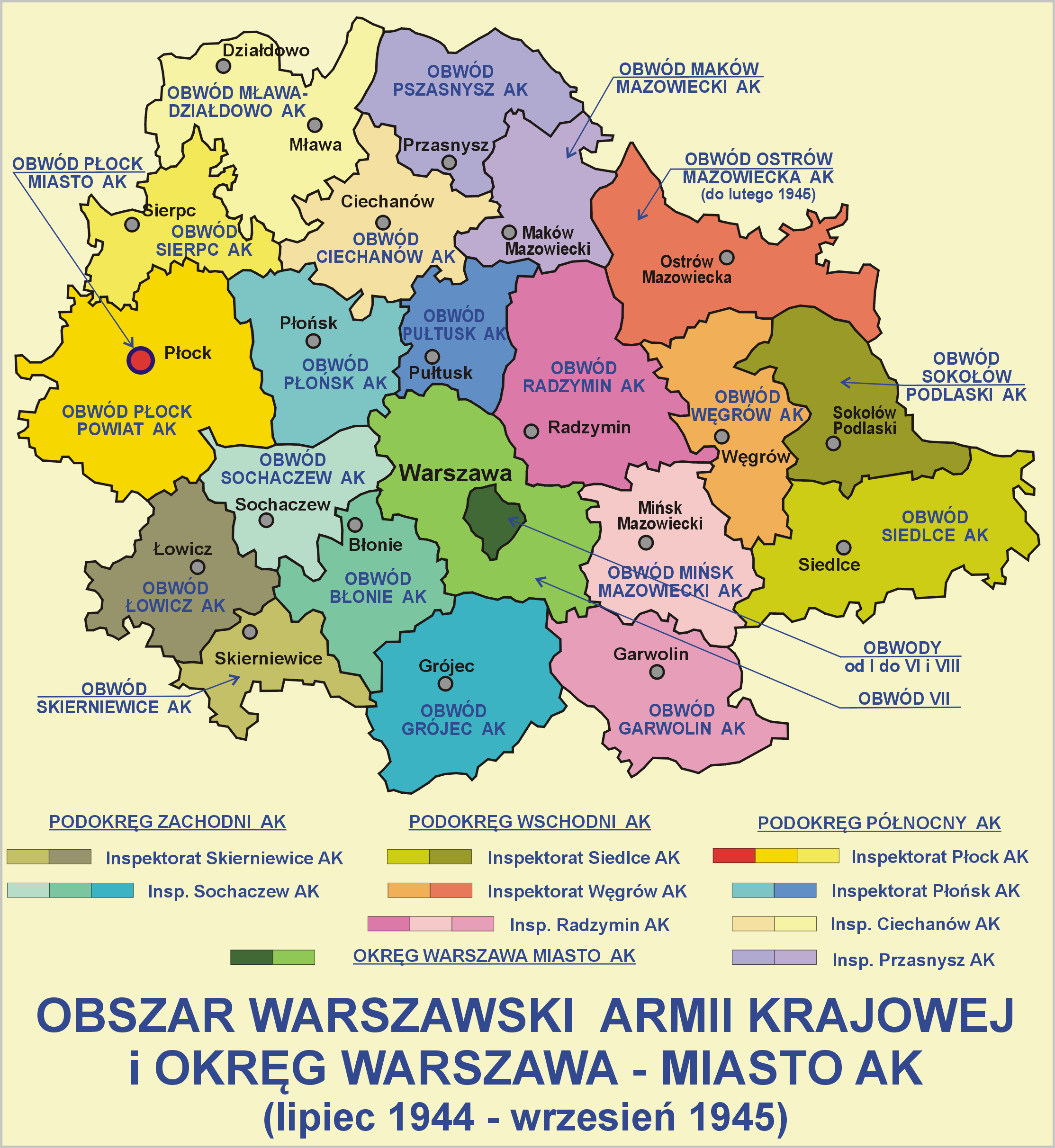
Obszar Warszawski AK, na jego północnych i zachodnich terenach powstały najsilniejsze ośrodki ROAK

Samoorganizacja środowisk związanych z Armią Krajową była wymuszona komunistycznym terrorem 1945 roku, uniemożliwiającym przetrwanie uczestnikom działań niepodległościowych z czasu okupacji. Wśród sośrodków wyłonionych na bazie istniejących struktur Obszaru Warszawskiego AK – obok dwóch najsilniejszych jednostek ROAK, jakimi były Batalion ROAK „Znicz” i Obwód ROAK „Mewa” – pojawił się Obwód „Rybitwa”.
Obwód działał na terenach powiatów: sochaczewskiego, gostynińskiego i łowickiego. Dowodził nim najprawdopodobniej Henryk Jóźwiak „Groźny”, żołnierz AK z Lubelszczyzny.
W skład obwodu wchodził działający w jego strukturach Oddział ROAK Władysława Dubielaka. Współpracował z obwodem również Oddział ROAK Józefa Mickiewicza, ale nie wchodził w skład jego struktur.

## Niektórzy skazani żołnierze z Obwodu „Rybitwa”
Nie wymieniono tu żołnierzy oddziałów Władysława Dubielaka i Józefa Mickiewicza.
- Albin Kondracki „Tygrys”,żołnierz obwodu, skazany na 8 lat
- Bolesław Owsianko „Kołtun”, żołnierz obwodu, skazany na 6 lat
- Henryk Włoszczak, żołnierz obwodu, skazany na 9 lat[2].